# Cine de Baréin
El cine de Baréin es pequeño, pues carece de apoyo del gobierno y del sector privado. Hay muchos cortometrajes producidos por cineastas individuales y alrededor de cinco largometrajes en la historia de Baréin.
Hay varias salas en Baréin que proyectan una mezcla de películas indias, estadounidenses y árabes. Baréin también cuenta con un club de cine fundado en 1980 y la Compañía de Producción Cinematográfica de Baréin, creada en 2006 para apoyar a la industria cinematográfica del país.

## Historia
El primer intento de crear una sala de cine en Baréin fue en 1922, por iniciativa del empresario bareiní Mahmood Al Saati. Importó un proyector e instaló un cine improvisado en una cabaña en la costa norte de Manama . El primer cine oficial fue fundado por Abdulla Al Zayed y sus asociados en Manama, en 1937. El cine no tenía sistema de aire acondicionado ni calefacción, por lo que durante la temporada de invierno se trasladaba a un edificio con techo abierto y una de las paredes se utilizaba como pantalla. En 1939, el fundador de Arabia Saudita, el rey Abdul Aziz Al Saud, visitó el cine durante una gira diplomática con el entonces Hakim, Hamad ibn Isa Al Khalifa . 
Durante las décadas de 1930 y 1940, las películas eran en blanco y negro, predominantemente egipcias y algunas estadounidenses. Se decía que los westerns y las películas de Tarzán eran muy populares en el país. Al principio, la introducción de las salas de cine suscitó críticas de los ciudadanos mayores, que afirmaban que "destruiría los valores tradicionales".
Durante la era panárabe del siglo XX, las películas egipcias gozaron de una inmensa popularidad en el país.

## Establecimiento de cines
A principios de la década de 1940, la Compañía de Petróleo de Baréin abrió un cine en Awali para su personal. El cine se trasladó a un edificio diferente en Awali en 1958, pero finalmente cerró en 1991.
En las décadas de 1950 y 1960, se abrieron ocho nuevos cines en Baréin, incluidos Pearl Cinema, Al Hamra Cinema, Al Nasr Cinema y Awal Cinema, todos ellos en Manama. El primer cine que abrió en Muharraq fue el cine Al Jazira en 1955 y todavía está en uso en la actualidad. 
El primer cine de estilo moderno que abrió en Baréin fue el Cine Delmon, en el Complejo Gosi, en 1996, ya cerrado.   La tendencia de los cines de estilo moderno fue continuada por la Compañía de Cine de Baréin, que abrió complejos de cines en Seef Mall (1998) y en Saar (2000).   El Dana Mall de Manama vio la apertura de un cine independiente en 2002, el Dana Cinema. Se construyó un complejo de cines con 20 salas en el centro comercial Bahrein City Centre, el complejo de cines más grande de su tipo en Oriente Medio .   En julio de 2015, se inauguró el primer cine IMAX del país en Seef Mall Muharraq bajo Novo Cinema. Otras compañías cinematográficas se introdujeron en el mercado bareiní en la década de 2010, como la mexicana Cinépolis en enero de 2019. 

## Películas rodadas en Baréin
- Ajnabee (2001): película india ambientada en varios países, incluido Baréin.
- Afghan Muscle (2006): largometraje documental danés/afgano que cubre el viaje por Oriente Medio de un grupo de culturistas afganos.
- Cinema 500 km (2006): un largometraje documental de Arabia Saudí sobre un joven cinéfilo saudita que viaja a Manama para asistir a un cine, ya que no hay ninguno en Arabia Saudita.
- Nilavu (2010): una película india malayalam, con guion y dirección de Ajith Nair,[7] filmada en Baréin y en Kerala (India), con un elenco de desconocidos.

## Cineastas de Baréin
- Khalifah Shaheen: considerado el primer cineasta bareiní.
- Bassam Al-Thawadi : Bassam realizó el primer largometraje bareiní en 1990. Entre sus películas se incluyen: Al-Hajiz (La barreRa; 1990), Za'er (Visitante; 2004), A Bahraini Tale (Un cuento bareiní; 2006).
- Mohammed BuAli: miembro de la nueva generación de cineastas, comenzó a realizar cortometrajes en 2006. Es el cineasta más activo en la escena bareiní actual, con muchos logros desde que comenzó su carrera cinematográfica: Between Them (Entre ellos; 2006), From the West (Desde el oeste; 2007), Absence (Ausencia; 2008), The Good Omen (El buen augurio; 2009), Canary (Canario; 2010).
- Hussain Al-Hulaibi: con experiencia en teatro, Hussain realizó 2 largometrajes: For Girls (2008), Longing (2010)
- Hussain Al-Riffaei: realizó tres cortometrajes, dos de ellos escritos por Ameen Saleh: Voices (Voces; 2012), Dinner (Cena; 2008), The Cage (La jaula; 2009).
- Zeeshan Jawed Shah: Zeeshan realizó tres largometrajes y y produjo otro. Es considerado un pionero de Student Film Projects y es famoso por sus efectos visuales y efectos especiales en películas: Paranorma (2010), Gilgamesh Pearl (2011), Silveraven. (2012), Dead Sands (2013) (Preproducción), " UCB Multimedia Video Showcase 2013 " (2013), Bits of What I Have [8](2015-2016)
- Saleh Nass: Cineast a bahreiní premiado cuyas películas se han presentado en más de 30 festivales de cine de todo el mundo: The Traveler (2004), Phone Call (2005), The Body (2006), Lu'bba - Game ( 2012), Souq Al Markazi - Mercado Central (2014), Beek - Ab - PickUp (2014)